# برت کراستویت
برت کراستویت (انگلیسی: Bert Crossthwaite; ۴ آوریل ۱۸۸۷ – ۲۰ مهٔ ۱۹۴۴) بازیکن فوتبال اهل بریتانیا بود.
از باشگاه‌هایی که در آن بازی کرده‌است می‌توان به باشگاه فوتبال استوک سیتی، باشگاه فوتبال پرستون نورث اند، باشگاه فوتبال فولام، باشگاه فوتبال بلکپول، باشگاه فوتبال اکستر سیتی، و باشگاه فوتبال بیرمنگام سیتی اشاره کرد.